# Billy Idol
Billy Idol, pseudonimo di William Michael Albert Broad (Londra, 30 novembre 1955), è un cantante britannico. Dal 2018 è cittadino statunitense.
Dapprima frontman della punk rock band Generation X, raggiunse grande notorietà durante la sua carriera solista negli anni ottanta, grazie a brani come White Wedding, Rebel Yell, Eyes Without a Face, Dancing With Myself e Flesh For Fantasy. Idol ha venduto 40 milioni di copie nel mondo.

## Biografia

### Adolescenza e Generation X
Nato a Londra, nel quartiere di Stanmore, da un commerciante, prese il soprannome di Billy Idol nel tardo 1976, ispirato da un episodio avvenuto in adolescenza: quando era a scuola, l'insegnante gli consegnò un compito che lui aveva sbagliato con sopra la scritta in caratteri cubitali ‘William is idle’ (William è un fannullone). Da notare che in inglese entrambi i termini si pronunciano alla stessa maniera (‘aidol’) con la differenza che ‘idle’ significa ‘pigro, ozioso, sfaccendato’, mentre ‘idol’ si traduce con ‘idolo’.
Nel 1958 la sua famiglia si trasferì a Patchogue, New York, per poi far ritorno in Inghilterra quattro anni dopo, quando si stabilirono a Dorking, nel Surrey. Nel frattempo a New York era nata sua sorella Jane. Nel 1971 la famiglia Broad si trasferì a Bromley, periferia sud-orientale di Londra, dove Idol frequentò la Ravensbourne School for Boys. In seguito poi frequentò la Worthing High School for Boys (il futuro Worthing College) nel West Sussex. Nell'ottobre 1975 Idol si iscrisse alla facoltà di letteratura inglese della University of Sussex vicino a Brighton, andando a vivere nel campus di East Slope, ma si ritirò dopo un anno (1976).

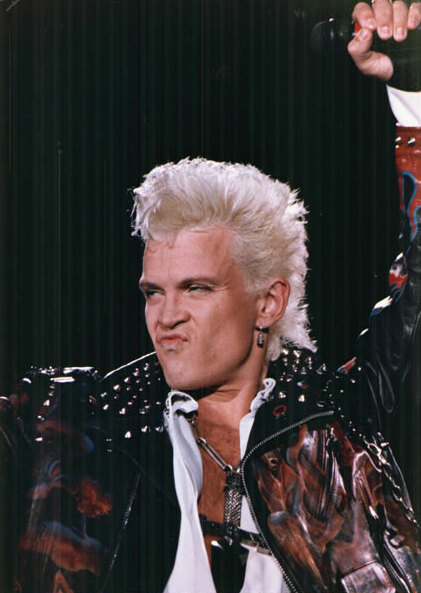
Billy Idol durante il Cradle of Love Tour nel 1990

Nel frattempo, negli anni in cui il punk 77 cominciava a sconvolgere le regole del rock e della musica, Idol comincia la sua carriera musicale: nel 1976 era entrato nei futuri Siouxsie and the Banshees (ancora non avevano scelto questo nome). Si era anche aggregato al Bromley Contingent of Sex Pistols fans, un gruppo di fan che seguiva i Sex Pistols nei loro concerti. E fu proprio per un servizio televisivo sui fan dei Sex Pistols, nel 1977, che Idol si trovò catapultato con una chitarra in mano sul palco insieme ai Chelsea, band hardcore guidata da Gene October e in cui suonavano anche Tony James, già bassista dei London S.S. e in seguito dei Sigue Sigue Sputnik, ed il batterista John Towe.
L'esibizione fu un successo e la formazione dei Chelsea venne confermata in blocco da October. Anche questa esperienza ebbe vita breve, in quanto Idol e Tony James lasciarono la band per fondare, insieme al chitarrista Bob Andrews e al batterista Mark Laff, un proprio nuovo gruppo: i Generation X, nome scelto dallo stesso Idol (preso da un libro di sociologia trovato nella biblioteca della madre) con Idol che passò dalla chitarra alla voce. Per quanto si trattasse di un gruppo punk, i Generation X si ispiravano al pop britannico della metà degli anni sessanta, in forte contrasto con i loro coetanei molto più militanti.
Idol affermò: «Noi dicevamo l'opposto dei Clash e dei Pistols: loro cantavano 'No Elvis, Beatles né Rolling Stones', ma noi eravamo onesti su quello che ci piaceva: la verità era che tutti stavamo costruendo la nostra musica sui Beatles e sugli Stones». Non a caso furono uno dei primi gruppi punk ad apparire in televisione a Top of the Pops, sulla BBC. I Generation X firmarono con la Chrysalis Records e pubblicarono tre album, apparendo pure in un rockumentary del 1980 D.O.A.: A Rite of Passage di Lech Kowalski. La personalità di Idol era però troppo grande per poter essere compressa nei Generation X (che divennero Gen X alla fine degli anni settanta): la produzione si ammorbidì progressivamente scivolando sul commerciale, finché nel gennaio 1981 Idol abbandonò il gruppo (che si sciolse) per trasferirsi a New York, dove, guidato dall'abile manager Bill Aucoin, cominciò la sua carriera solistica in collaborazione con Steve Stevens, Phil Feit e Steve Missal.

### Il successo da solista
La carriera da solista di Idol cominciò con l'EP Don't Stop del 1981, che conteneva i brani Dancing with Myself dei Generation X (originariamente registrato per il loro ultimo album Kiss Me Deadly) e Mony Mony, cover di Tommy James & The Shondells. Nel luglio 1982 uscì il suo album d'esordio, l'eponimo Billy Idol. L'album riscosse un successo inaspettato grazie anche alle hit White Wedding e Dancing with Myself, che fecero di Idol una presenza fissa nelle rotazioni di MTV. Nel 1983, nel tentativo di sbarcare anche sul mercato americano, l'etichetta di Idol pubblicò Dancing with Myself negli Stati Uniti con un video diretto da Tobe Hooper e che fu trasmesso su MTV per sei mesi.

### Rebel Yelle gli anni del successo

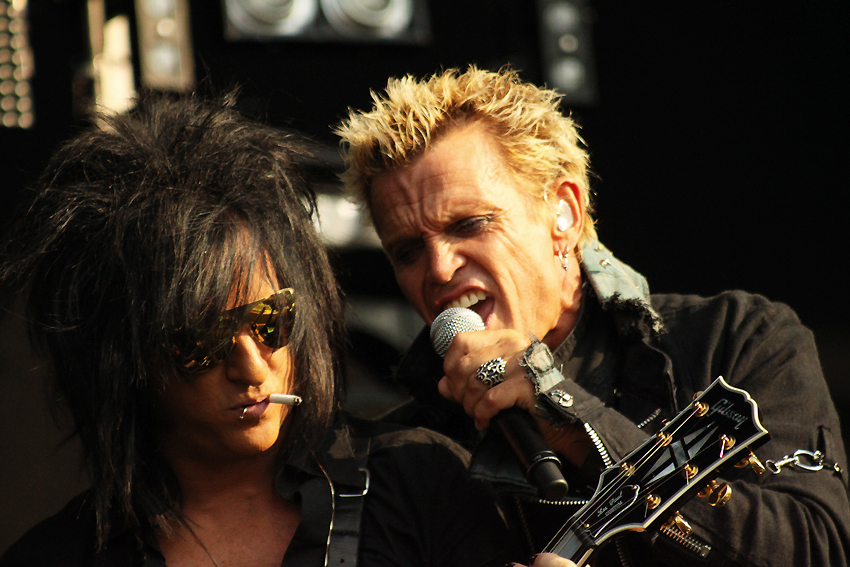
Billy Idol e Steve Stevens in concerto nel 2010

Il secondo album di Billy Idol, Rebel Yell, uscito nel 1983, ebbe grande successo e proiettò Idol tra le superstar musicali negli Stati Uniti. Successivamente la hit sbancò anche le classifiche europee, soprattutto in Germania, Italia, Svizzera e, più tardi, Regno Unito. L'album ottenne un successo planetario ed è considerato il culmine della sua carriera: i singoli Eyes Without a Face, Flesh For Fantasy e l'omonima Rebel Yell balzarono in vetta alle charts di tutto il mondo, divenendo alcune canzoni simbolo del pop rock anni '80. Alcune tracce dell'album furono utilizzate anni dopo come colonna sonora di Big, commedia del 1988 diretta da Penny Marshall con Tom Hanks.
Nel 1986 uscì il suo terzo album, Whiplash Smile, che conteneva le hit To Be A Lover, Don't Need A Gun e Sweet Sixteen. Idol girò un video per la canzone Sweet Sixteen (scritta da lui) ambientato al Coral Castle in Florida: la canzone si ispirava alla storia di Edward Leedskalnin, un ragazzo lettone che dopo essere stato lasciato dalla sua compagna Agnes Scuffs il giorno prima del matrimonio, cominciò a costruire questa struttura nel corso di decenni. Dopo questo album, Stevens lasciò il gruppo: nello stesso anno il chitarrista partecipò con Harold Faltermeyer alla realizzazione della colonna sonora di Top Gun, compreso il brano strumentale Top Gun Anthem, vincitore di un Grammy Award.
Nel 1987 venne pubblicato un album di remix, Vital Idol, contenente tra l'altro una versione live della cover di Mony Mony di Tommy James, singolo che arrivò al numeri 1 nelle classifiche americane. Nel 1989 Idol fece un'apparizione recitando la parte di Cousin Kevin nella versione live di Tommy degli Who, che fu poi distribuita in home video e più tardi su DVD. La collaborazione con gli Who si è ripetuta nel 1998.

### L'incidente
Il 6 febbraio 1990, all'angolo tra Gordon Avenue e Fountain Avenue ad Hollywood, Idol fu coinvolto in un serio incidente motociclistico che gli costò quasi una gamba: mentre tornava a casa di notte dal suo studio di registrazione, non si fermò ad un segnale di stop e fu centrato da un'auto: fu necessaria l'applicazione di una placca d'acciaio. Poco prima dell'incidente il regista James Cameron lo aveva selezionato per recitare nella parte di T-1000 in Terminator 2 - Il giorno del giudizio ed aveva già disegnato delle storyboard a sua immagine, ma chiaramente l'incidente impedì ad Idol di accettare.

### Il ritorno conCharmed Life

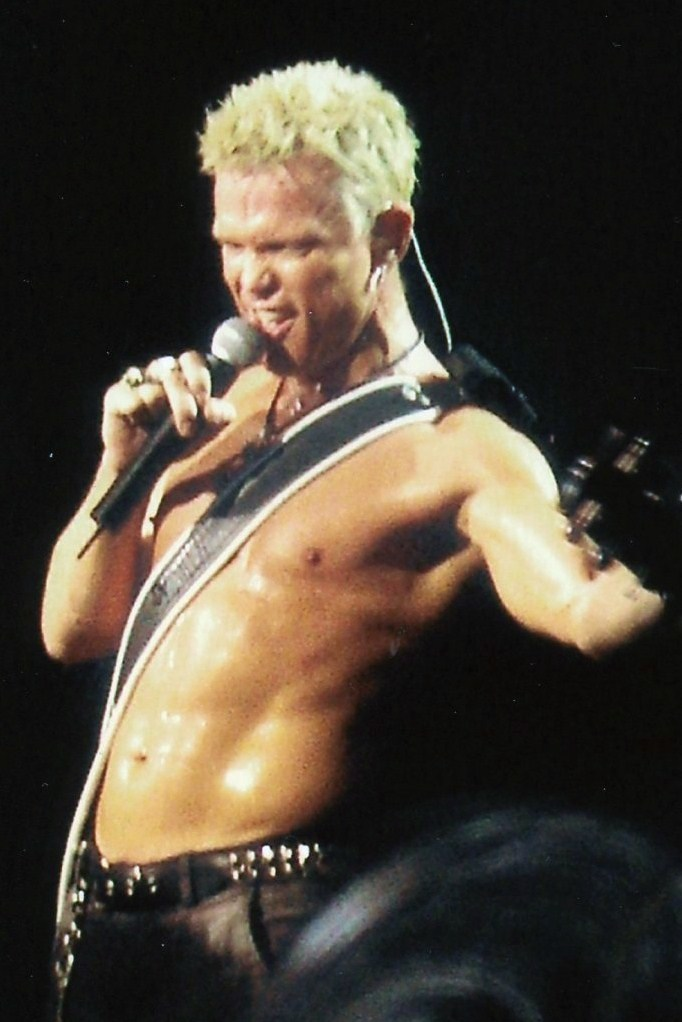
Billy Idol sul palco della Brixton Academy di Londra nel 2005

Sempre nel 1990 Idol registrò da solo (senza Stevens) il successivo album, Charmed Life (1990) che si rivelò un altro successo. Da questo album venne estratto un video per il singolo Cradle of Love, brano che venne utilizzato anche nel film di Andrew Dice Clay Le avventure di Ford Fairlane e che ebbe notevole successo negli Stati Uniti più che in Gran Bretagna. Dato che Idol non era ancora in grado di camminare, fu ripreso sempre dalla cinta in su. Nel video si vede Billy che canta in un appartamento, mentre Betsy Lynn George cerca di sedurre un uomo d'affari. Idol e la George ricrearono la scena iniziale del video agli American Music Awards del 1991. Contro il parere dei medici, Idol fece anche diverse apparizioni per promuovere Charmed Life.

### L'insuccesso conCyberpunke la resurrezione
Gli anni Novanta non furono favorevoli per Billy, dato che la scena pop rock che aveva caratterizzato il decennio precedente stava lentamente svanendo. Nel 1993 Idol pubblicò  Cyberpunk. Considerato un album sperimentale, fu registrato in uno studio casalingo utilizzando un Macintosh, cosa altamente innovativa ed inusuale all'epoca. Idol registrò l'album con il chitarrista Mark Younger-Smith ed il produttore Robin Hancock. Furono prodotte anche edizioni speciali dell'album con in allegato un floppy disk contenente uno screensaver. Fu il primo album che indicava l'indirizzo e-mail dell'artista (idol@well.sf.ca.us, ora non più attivo) nel libretto. I risultati però non furono benevoli ed il disco si rivelò tanto un flop per la critica musicale quanto troppo sofisticato per i vecchi fan cresciuti con Rebel Yell.
Idol trascorse un periodo di depressione, nel quale iniziò ad assumere droghe sfiorando nel 1994 la morte per overdose di GHB. Superato questo brutto periodo, Idol si dedicò completamente alla famiglia, essendo divenuto da poco padre. Ha scritto una canzone per il fatto di aver amato una donna e aver poi sofferto nel vederla sposare un altro. Nel 1996 Idol si è esibito dal vivo come "guest star" con gli Who in Bell Boy, un successo estratto dalla loro opera rock Quadrophenia, cantando la parte originariamente cantata dal defunto batterista della band, Keith Moon.
In queste brevi apparizioni, Idol si è vestito con un'uniforme da portantino (bellboy in inglese) riprendendo il personaggio interpretato da Sting nel film Quadrophenia. Nello stesso anno ha partecipato al film Il tempo dei cani pazzi nel ruolo del killer Lee Turner. Ritornò sotto i riflettori nel 1998, quando interpretò se stesso in Prima o poi me lo sposo, commedia romantica con protagonisti Drew Barrymore e Adam Sandler, nella cui colonna sonora vi era anche la sua canzone White Wedding. Sempre in campo cinematografico, Idol fece anche un'apparizione in The Doors, film di Oliver Stone sulla vita di Jim Morrison, leader della band in questione, in cui Idol interpreta Cat, il compagno di bevute di Jim Morrison.
Fu anche preso in considerazione per la parte del cattivo, Jacob Kell, in Highlander: Endgame, ma alla fine gli fu preferito Bruce Payne. Si esibì sul palco anche con i Third Eye Blind. Il 16 aprile 2001 il canale musicale VH1 trasmise Billy Idol - Behind the Music. La serie dei Behind the Music era molto popolare all'epoca e spesso gli artisti protagonisti delle monografie proposte traevano dei benefici in termini di rinnovato interesse nei loro confronti. Anche con Idol e Stevens successe così, ed infatti tre giorni dopo furono ingaggiati dalla stessa VH1 per uno show (Storyteller).

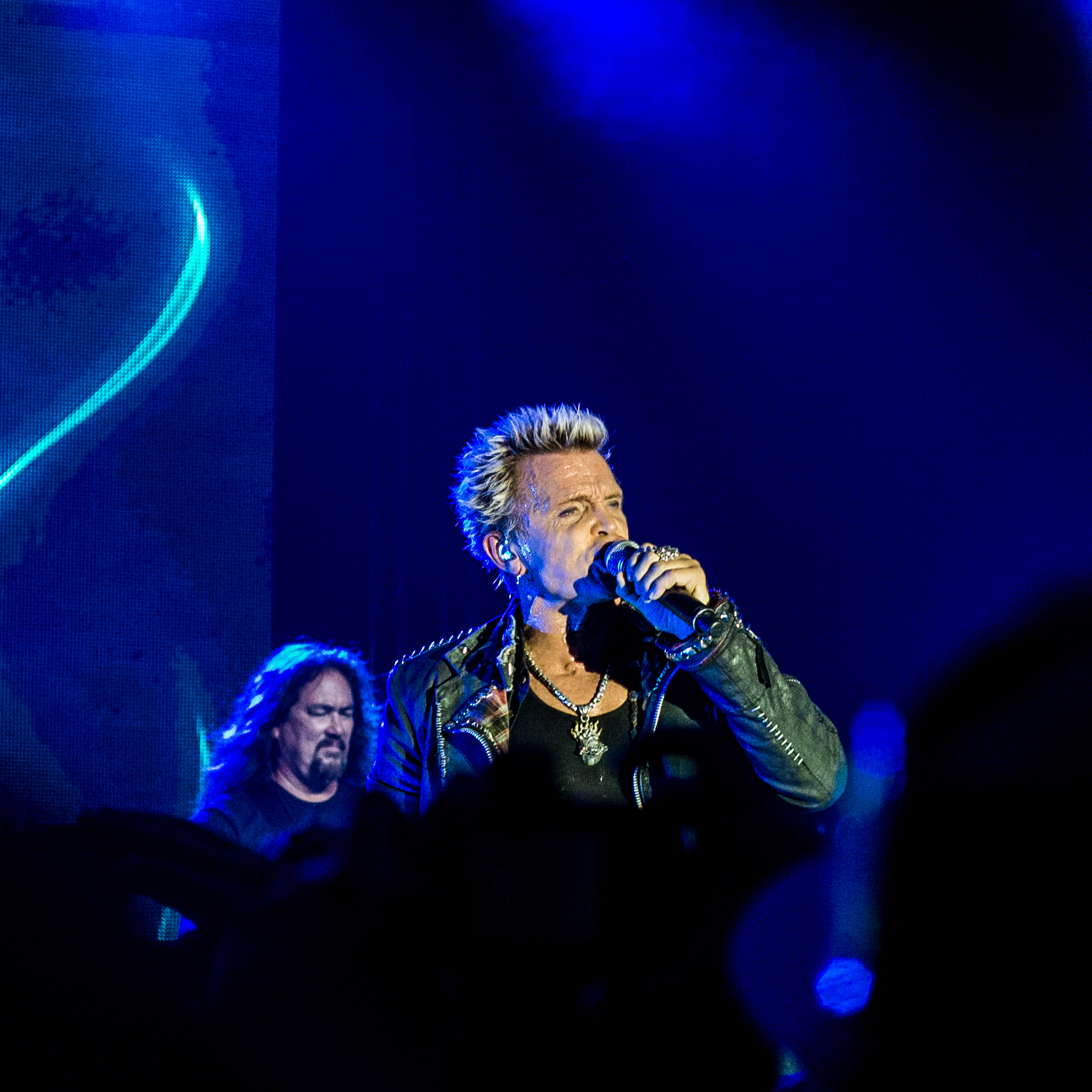
Billy Idol al Bonnaroo nel 2013

I due, riuniti dopo 15 anni, suonarono in una serie di show acustici e narrati prima di registrare uno special per VH1. Il tour acustico fu un successo ed alla fine Idol cominciò ad aggiungere sempre nuovo materiale allo show. Nel 2001 fu pubblicato un nuovo Greatest Hits, in cui figurava anche una cover di Don't You (Forget About Me) di Keith Forsey e Steve Schiff. In effetti Forsey e Schiff avevano originariamente scritto questa canzone pensando ad Idol, che però all'epoca aveva declinato il brano che finì quindi ai Simple Minds, i quali ne fecero un successo planetario nel 1985. L'album di Idol contiene anche una versione acustica dal vivo di Rebel Yell, presa dalla performance live del 1993 alla KROQ di Los Angeles, Acoustic Christmas.
Nel 2000 Idol fu invitato come vocalist per il primo album da solista di Tony Iommi, Iommi: il suo contributo fu nel brano Into The Night, di cui era coautore. Nello stesso anno prestò la propria voce al personaggio di Odin, un misterioso alieno, nel film di animazione Heavy Metal 2000. Alla Grand Final della National Rugby League del 2002 a Sydney, nel pre-partita Idol entrò in campo su un palco a forma di hovercraft sulle note di White Wedding, ma riuscì a cantare solo due parole prima che un black out ponesse fine alla sua performance. Il brano White Wedding appare anche nel famoso videogame Grand Theft Auto: San Andreas sul canale radio rock K-DST.

### Devil's Playground
A quasi 12 anni dall'ultimo album registrato in studio, nel marzo 2005 uscì il suo sesto album (settimo se si considera l'EP del 1981) Devil's Playground, che raggiunse la posizione n. 46 nella Billboard 200: l'album contiene una cover di Plastic Jesus. Nel 2005 suonò ad alcune date del Vans Warped Tour 2005 ed anche al Download Festival al Donington Park, al Voodoo Music Experience di New Orleans ed al Rock am Ring. Nel 2006 come unica data inglese suonò al Sunday night del GuilFest. Lo stesso anno fece un'apparizione a Viva La Bam in cui aiutò Bam Margera nel tentativo di creare un tetto a pannelli solari per la sua Lamborghini Gallardo da 250.000 dollari, e suonò per il compleanno di April Margera.
Nel 2006 fece un'ospitata nell'album da solista Blood of the Snake del suo tastierista Derek Sherinian, con una cover di In the Summertime, successo dei Mungo Jerry del 1970: ne fu fatto anche un video in cui appaiono sia Idol che il chitarrista Slash. Nel novembre 2006 Idol pubblicò un album natalizio intitolato Billy Idol: Happy Holidays. Nel 2008 Rebel Yell fu inclusa tra le tracce suonabili nel videogioco Guitar Hero World Tour, mentre White Wedding andò su Rock Band 2. Sulla piattaforma di The Rock Band 2 in seguito furono rese disponibili Mony Mony e Rebel Yell come tracce scaricabili.
Il 24 giugno 2008 Idol ha pubblicato un nuovo album di Greatest Hits, The Very Best of Billy Idol: Idolize Yourself, contenente due inediti, John Wayne e New Future Weapon. Una terza traccia, Fractured, è invece scaricabile da iTunes. Ha poi affrontato una tournée mondiale insieme ai Def Leppard. Nel luglio 2009 Idol ha suonato al Congress Theater di Chicago per la serie TV Soundstage: questa performance fu registrata e pubblicata su DVD come In Super Overdrive Live il 17 novembre 2009.

### Kings & Queens of the Underground
Il 16 febbraio 2010, Idol è stato annunciato come uno degli artisti a suonare al Download Festival a Donington Park, in Inghilterra. Dichiarando: "Con tutte queste grandi e fantastiche band dei pesi massimi che suonano Download quest'anno, dovrò venire armato della mia attitudine punk rock, Steve Stevens, e tutte le mie canzoni classiche più un paio di cover. Dovrei. Sii divertente!". Nel marzo 2010, Idol ha aggiunto il chitarrista dei Camp Freddy Billy Morrison e il batterista Jeremy Colson alla sua formazione in tour.
Nel 2012, Idol è apparso nel terzo episodio della serie Four della BBC, How the Brits Rocked America. 

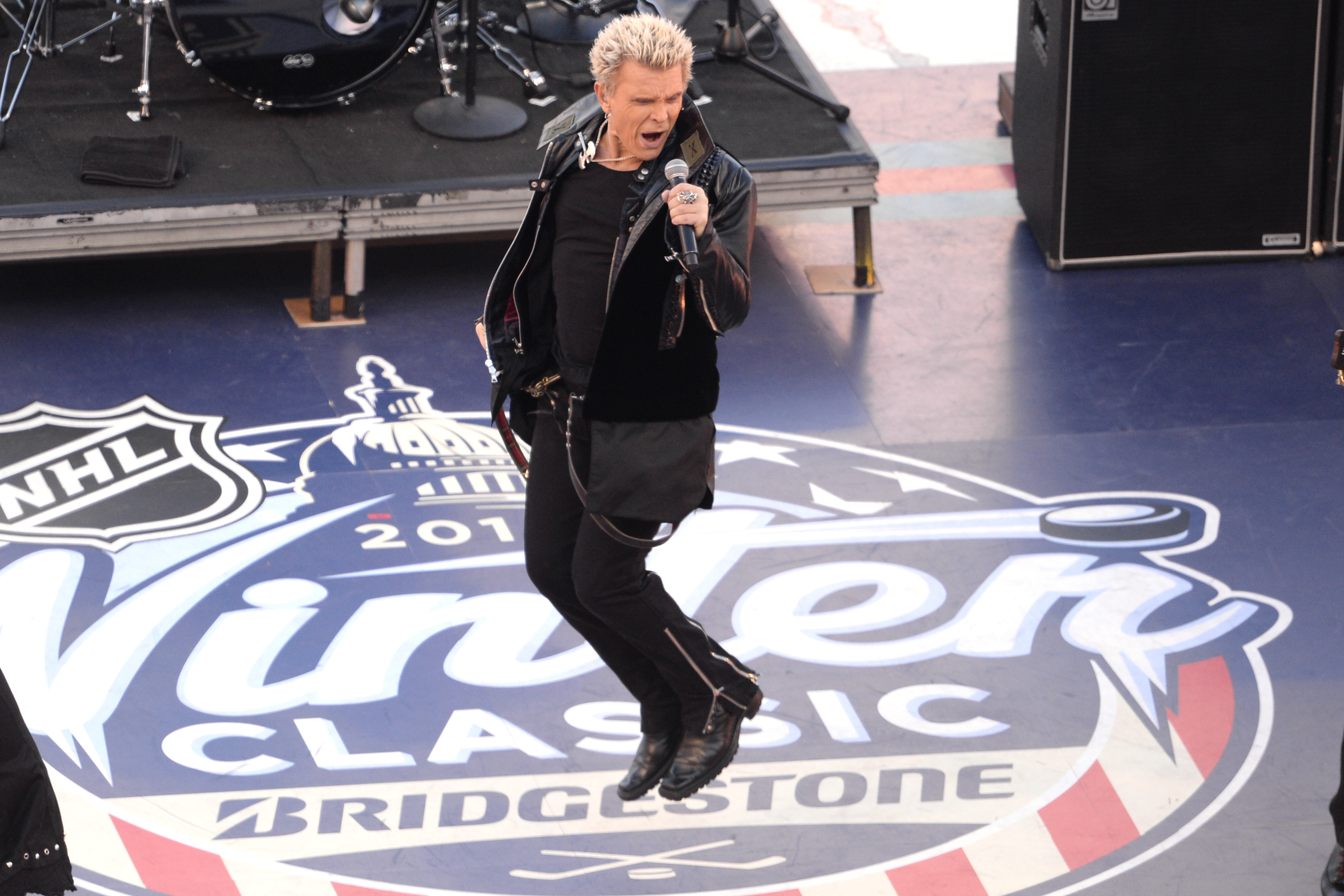
Billy Idol mentre si esibisce al NHL Winter Classic 2015

Idol ha pubblicato il suo ottavo album in studio Kings & Queens of the Underground nell'ottobre 2014. Durante la registrazione dell'album tra il 2010 e il 2014, ha lavorato con il produttore Trevor Horn, l'ex Buggles di Horn e il compagno di band degli Yes Geoff Downes e Greg Kurstin. L'autobiografia di Idol, intitolata Dancing with Myself, è stata pubblicata il 7 ottobre 2014, diventando un best seller del New York Times.
Il 30 ottobre 2018, gli ex membri della Generazione X, Idol e Tony James si sono uniti a Steve Jones e Paul Cook, ex membri di un'altra band punk rock inglese di prima ondata, i Sex Pistols, per esibirsi in un concerto gratuito al Roxy di West Hollywood, Los Angeles, sotto il nome di Generation Sex, suonando un set combinato del materiale delle due precedenti band.
Alla fine di febbraio 2020, Idol ha recitato in una campagna di servizio pubblico intitolata "Billy Never Idles", intesa a combattere l'inutile inattività dei motori delle automobili a New York City, per ridurre l'inquinamento atmosferico. Idol ha collaborato con il sindaco di New York Bill de Blasio per aprire la campagna, in cui Idol dice "Se non stai guidando, spegni il tuo dannato motore!" e altri consigli forti.
Idol è apparso come cantante ospite nella canzone "Night Crawling" dall'album Plastic Hearts di Miley Cyrus pubblicato nel novembre 2020.

### Hollywood Walk of Fame
Il 7 gennaio 2023 gli è stata dedicata una stella sulla Hollywood Walk of Fame

### Dream Into It
A distanza di 11 anni dall'ultimo album, Billy Idol annuncia il ritorno alle scene musicale con il nuovo album "Dream Into it" in uscita il 25 Aprile e avente come ospiti al suo interno la cantante  Joan Jett e Avril Lavigne

## Filmografia

### Attore
- The Doors, regia di Oliver Stone (1991)
- Il tempo dei cani pazzi (Mad Dog Time), regia di Larry Bishop (1996)
- Prima o poi me lo sposo (The Wedding Singer), regia di Frank Coraci (1998)

### Doppiatore
- Heavy Metal 2000, regia di Michael Coldewey e Michel Lemire (2000)
- Randy - Un ninja in classe (Randy Cunningham: 9th Grade Ninja) – serie animata (2013)

## Discografia

### Album in studio
- 1982 – Billy Idol
- 1983 – Rebel Yell
- 1986 – Whiplash Smile
- 1990 – Charmed Life
- 1993 – Cyberpunk
- 2005 – Devil's Playground
- 2006 – Happy Holidays
- 2014 – Kings & Queens of the Underground
- 2016 - BFI Live!
- 2025 – Dream Into It

### EP
- 1981 – Don't Stop
- 2021 – The Roadside
- 2022 - The Cage

### Raccolte
- 1985 – Vital Idol
- 1988 – Idol Songs: 11 of the Best
- 2001 – Greatest Hits
- 2002 – VH1's Storytellers
- 2003 – Essential Billy Idol
- 2008 – Idolize Yourself: The Very Best of Billy Idol